# سامي الحشاش
سامي الحشاش من مواليد 15 سبتمبر 1959، لاعب كرة قدم كويتي سابق في مركز قلب الدفاع. لعب في نادي العربي الكويتي.
شارك مع منتخب الكويت لكرة القدم في بطولة كأس العالم لكرة القدم 1982 وحصل معهم على كأس آسيا 1980.

## حياته الرياضية
خاض سامى الحشاش، نجم الدفاع في نادي العربي الكويتي ومنتخب الكويت لكرة القدم السابق، مسيرة حافلة بقميص الأخضر في ملاعب كرة القدم ، حيث يعتبر من أبرز المدافعين في تاريخ كرة القدم الكويتية وخاصة النادي العربي نظرا للمستويات الرائعة التى قدمها في مشواره بالساحرةالمستديرة ، كما تولى منصب رئيس جهاز الكرة داخل النادى العربي.
ولعب سامي الحشاش الذى يعد أحد نجوم الجيل الذهبى، بقميص العربي في مركز قلب الدفاع بين عامى 1975 حتى 1988، توج خلالها بالعديد من الألقاب الكبرى أبرزها الدوري الكويتي أعوام: 1980 و 1982 و 1983 و 1984 و 1985، و1988، وكأس سمو الأمير عامى 1981 و1983، بالإضافة إلى لقب بطولة مجلس التعاون الخليجي للأندية أبطال الدوري عام 1982.
وعلى الصعيد الدولى، حفر سامى الحشاش اسمه بحروف من ذهب مع نجوم المنتخب الكويتي الذين شاركوا في كأس العالم عام 1982 في إسبانيا كما توج مع الأزرق بكأس آسيا عام 1980 ، وسجل الحشاش واحدا من أهم وأبرز الأهداف في تاريخ المنتخب الكويتي، والذى هز به شباك المنتخب النيوزيلندى في 14 ديسمبر عام 1981 بتصفيات كأس العالم عن طريق كرة رأسية بالوقت القاتل ليقود الأزرق للتعادل في اللحظات الأخيرة.

## روابط خارجية
- سامي الحشاش على موقع الاتحاد الدولي (مؤرشف)  (الإنجليزية)
- سامي الحشاش على موقع قاعدة بيانات كرة القدم.إي يو (الإنجليزية)
- سامي الحشاش على موقع ناشيونال فوتبول تيمز (الإنجليزية)
- سامي الحشاش على موقع عالم كرة القدم.نت (الإنجليزية)
- سامي الحشاش على موقع كووورة
- سامي الحشاش على موقع أوليمبيديا (الإنجليزية)